# Empis sjoestedti
Empis sjoestedti är en tvåvingeart som beskrevs av Frey 1935. Empis sjoestedti ingår i släktet Empis och familjen dansflugor. Inga underarter finns listade i Catalogue of Life.